# Торохиа, Джонатан
Джонатан Ротуи Торохиа (фр. Jonathan Rotui Torohia; род. 22 февраля 1985, Папеэте, Заморские владения Франции) — таитянский футболист, позднее переключившийся на пляжный футбол. Выступает на позиции вратаря. Игрок сборных Таити по футболу и пляжному футболу. Участник семи чемпионатов мира по пляжному футболу (2011, 2013, 2015, 2017, 2019, 2021, 2024).

## Карьера в футболе
На клубном уровне играл в чемпионате Таити по футболу за клубы «Пираэ» и «Ману-Ура». Принимал участие в 12 играх Лиги чемпионов ОФК. Лучший достижением на этом уровне стал сезон 2006 года, когда вместе с «Пираэ» Торохиа вышел в финал турнира, где таитянцы уступили новозеландскому «Окленд Сити» (1:3).
Дебют в национальной сборной Таити для Торохиа состоялся 3 сентября 2007 года в матче квалификации к чемпионату мира против Островов Кука (1:0). В следующий раз за сборную вратарь сыграл спустя 11 лет, проведя два товарищеских матча в марте 2018 года против Новой Каледонии (0:0, 4:3).

## Карьера в пляжном футболе

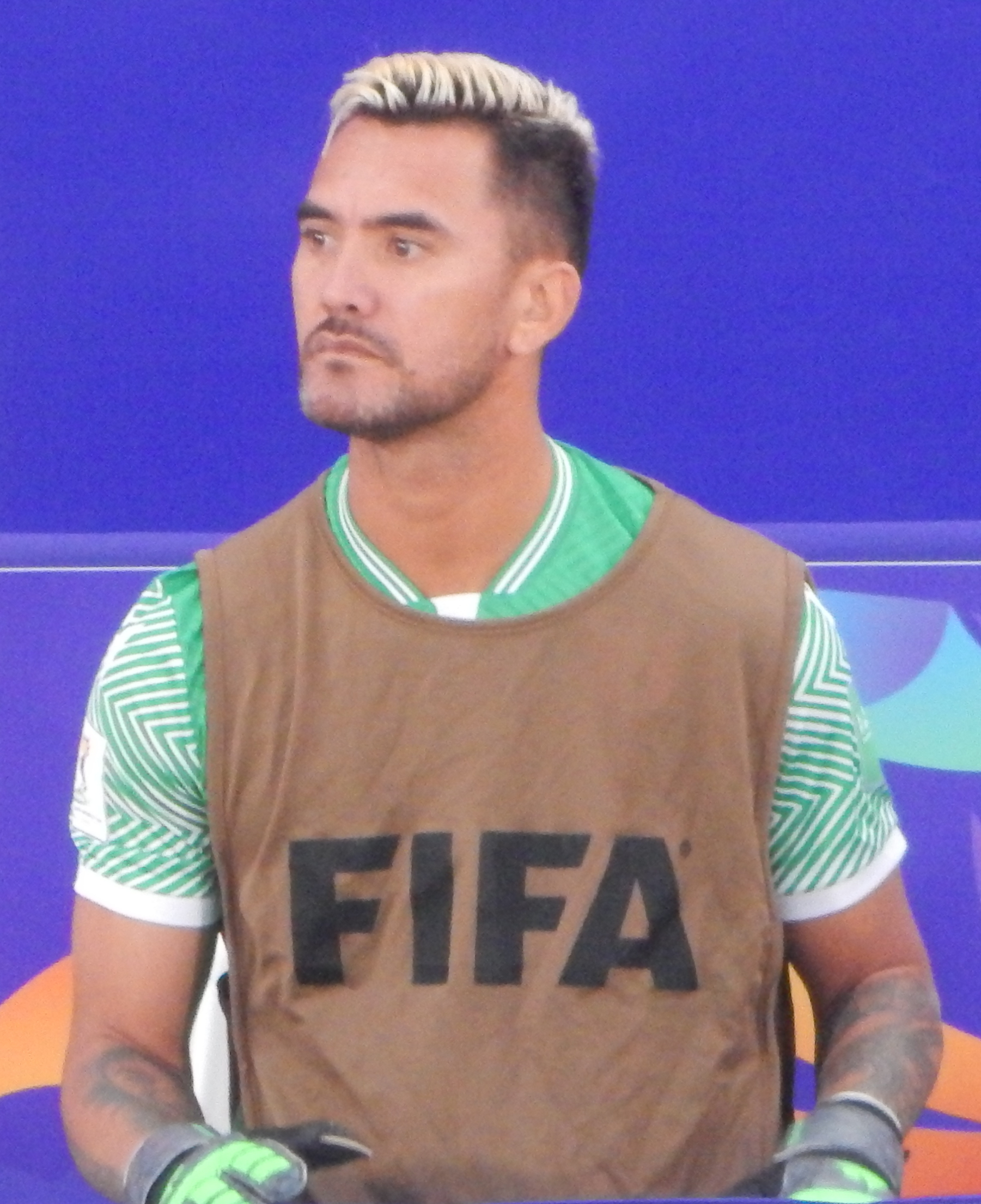
В 2021 году

Первым крупным турниром Торохиа в пляжном футболе стал домашний для Таити Кубок наций ОФК 2011 года, где островитяне одержали победу, получив право выступить на чемпионате мира, а сам Торохиа был удостоен награды лучшего вратаря турнира. На мундиале в Равенне, Италия представители Океании не смогли выйти в плей-офф, проиграв два из трёх матчей группового этапа.
Домашний чемпионат мира 2013 года для Таити прошёл более удачно. Команда сумела выйти в полуфинал, где уступила России (3:5), а в матче за третье место уступила Бразилии (7:7 основное время и 0:1 по пенальти). Успехи команды были отмечены руководством Французской Полинезии, которая наградила всю команду, включая Торохиа, орденом Таити Нуи. Главным тренером Таити на том турнире являлся Анжело Ширинци. Увидев мастерство Торохиа при работе с мячом, он начал применять тактическую схему с активным использованием вратаря как полевого игрока.
В 2015 и 2017 годах таитянцы становились финалистами мундиаля, проиграв в решающих матчах соответственно Португалии (3:5) и Бразилии (0:6). Торохиа при этом был признан лучшим игроком чемпионата мира 2015 года.
На церемонии награждения «Звёзд пляжного футбола» Торохиа был назван лучшим вратарём мира 2015 года и включён в символическую сборную мира. В следующем году таитянский вратарь попал в число трёх лучших вратарей мира.
Успешная игра способствовала приглашению вратаря в швейцарский «Сабле Дансерс», с которым он стал обладателем Кубка Швейцарии, а затем в «Барселону» под руководством Рамиро Амарелле на Клубный Мундиалито. Поездка на турнир 2013 года завершилась неудачей, поскольку испанская команда не сумела выйти из группы, зато в 2015 году Торохиа вместе с соотечественником Тейаруи Хейману, стал победителем Мундиалито, обыграв в финале «Васко да Гама» (4:4 основное время и 3:2 по пенальти).
В 2019 и 2023 году Таити вновь становилось победителем Кубка наций ОФК, а Торохиа дважды признавался лучшим вратарём соревнований.
Также Торохиа является тренером команды «Эир Таити», выступающей в чемпионате Таити по пляжному футболу.

## Достижения
Пляжный футбол
- Лучший вратарь мира в пляжном футболе: 2015
- Финалист чемпионата мира: 2015, 2017
- Лучший вратарь чемпионата мира: 2015
- Победитель Кубка наций ОФК : 2011, 2019, 2023
- Лучший вратарь Кубка наций ОФК: 2011, 2019, 2023
- Финалист Межконтинентального кубка : 2015
- Победитель Клубного Мундиалито : 2015 (Барселона)
- Лучший вратарь Клубного Мундиалито: 2015
- Победитель Кубка Пилснера : 2017
- Победитель Кубка Швейцарии: 2013 (Сабле Дансерс)

Футбол
- Финалист Лиги чемпионов ОФК : 2006

## Награды
- Орден Таити Нуи (2013)

## Личная жизнь
Поскольку занятия футболом и пляжным футболом не приносят доход, Джонотан работает пожарным. Имеет троих детей.